# Phakettia
Phakettia is een geslacht van sponsdieren uit de klasse van de Demospongiae (gewone sponzen).

## Soorten
- Phakettia cactoides (Burton, 1928)
- Phakettia domantayi (Lévi, 1961)
- Phakettia euctimena (Hentschel, 1912)
- Phakettia phrix (De Laubenfels, 1954)
- Phakettia ridleyi (Dendy, 1887)
- Phakettia virgultosa (Carter, 1887)